# 富谷市立あけの平小学校
富谷市立あけの平小学校（とみやしりつ あけのだいらしょうがっこう）は、宮城県富谷市あけの平2丁目にある公立小学校。

## 沿革
- 1988年（昭和63年）4月 - 生徒数増加に伴い、富谷町立富ケ丘小学校（当時）より分離・開校[1]
- 1990年より旧校舎を増築。一階にはPTA室、二階には多目的室、三階にはコンピューター室が完成。
- 1995年（平成7年）4月 - 生徒数増加に伴い、富谷町立日吉台小学校（当時）があけの平小より分離・開校
- 2016年（平成28年）10月10日 - 富谷市制施行にともない現校名へ変更。

## 学区
- 大清水上、大清水下、落合、熊谷上、熊谷下の一部、平沢、明坂、源内の一部、治部入、あけの平1丁目、あけの平2丁目、あけの平3丁目、とちの木1丁目、とちの木2丁目、大清水1丁目、大清水2丁目[2]

## 著名な卒業生
- 森田智己（背泳ぎ）
- 高橋弘篤（スケルトン）

## 卒業後
- 富谷市立富谷第二中学校に進学する。